# Yelang
Yelang (kinesiska: 夜郎, 夜郎镇) är en köpinghuvudort i Kina. Den ligger i provinsen Guizhou, i den sydvästra delen av landet, omkring 200 kilometer norr om provinshuvudstaden Guiyang. Antalet invånare är 15 334. Befolkningen består av 7 378 kvinnor och 7 956 män. Barn under 15 år utgör 23,0 %, vuxna 15-64 år 62 %, och äldre över 65 år 14,0 %.